# フーズ・ミッシング
『フーズ・ミッシング』（Who's Missing）は、イングランドのロック・バンドであるザ・フーのコンピレーション・アルバムである。彼等が1983年に解散を発表した後、未発表音源とアルバム未収録曲が編集されて1985年にアメリカで発表された。

## 概要

### 経緯
ザ・フーの歴史は、1964年にピート・タウンゼント（ギター、ヴォーカル）、ロジャー・ダルトリー（リード・ヴォーカル）、ジョン・エントウィッスル（ベース・ギター、ヴォーカル）、キース・ムーン（ドラムス）の顔ぶれで始まった。彼等はピーター・ミーデンのマネージメントの下でザ・ハイ・ナンバーズ（The High Numbers）と改名して、同年7月にイギリスでデビュー・シングルを発表した。その後、キット・ランバートとクリス・スタンプをマネージャーに迎え、1965年1月にザ・フー名義のデビュー・シングルを発表した。1978年8月にムーンが死去すると、彼等はケニー・ジョーンズを迎えて活動を続け、1982年末にフェアウェル・ツアーを行なって解散した。
解散後、1980年代には様々な編集アルバムがイギリスではポリドール・レコード、アメリカではMCAレコードから発表された。MCAレコードが1985年に発表した本作と1987年に発表した続編の『トゥーズ・ミッシング』には、シングルやEPで発表されたアルバム未収録曲の他、未発表のスタジオ音源とライブ録音が数曲収録された。

### 内容
収録曲は1964年から1971年までの期間に録音された12曲で、オリジナルが7曲、カヴァーが5曲である。オリジナルの「バーゲン」のライブ録音、カヴァーの「リーヴィング・ヒア」、「ルビー (カム・バック・ホーム)」は、本作で初めて発表された。

#### オリジナル

##### 未発表音源
- バーゲン Bargain（Live）

1971年12月13日、サンフランシスコのシビック・オーディトリウムで録音されたライブ音源。原曲はアルバム『フーズ・ネクスト』（1971年）収録。

##### アメリカでの未発表曲
- ワイルド・ボーイ　When I was a Boy
1971年にイギリスで発表されたシングル『レッツ・シー・アクション（英語版）』のB面に収録[11]。

##### アメリカでのアルバム未収録曲
- ヘヴン・アンド・ヘル　Heaven and Hell
- ヒア・フォー・モア　Here for More
- ドント・ノウ・マイセルフ　Don't Know Myself
以上3曲はシングルのB面に収録[12][13][14]。いずれもイギリスではポリドール・レコードが1983年に発表した編集アルバム『レアリティーズ（英語版）』[15]に収録されていた。
- アイム・ア・ボーイ　I'm a Boy（Original version）
1966年8月にロンドンのIBCスタジオで録音され、同月にイギリス、12月にアメリカでシングル発表された[16]。因みに編集アルバム『ミーティ・ビーティ・ビッグ・アンド・バウンシィ』（1971年）に収録された'Extended version'は、同年10月に録音されたもののステレオ・ミックスである。
- マリー・アンヌ　Mary Ann with the Shaky Hand（Original version）
1967年8月6日に、ニューヨークのタレントマスターズ・スタジオで録音され、同年9月にアメリカで発表されたシングル『恋のマジック・アイ』[17]のB面に収録された。因みにアルバム『セル・アウト』（1967年）に収録されたものは、同年10月24日にロンドンのデ・レーン・リー・スタジオ（英語版）で録音された。

#### カヴァー

##### 未発表音源
- リーヴィング・ヒア　Leaving Here
彼等がザ・ハイ・ナンバーズと名乗っていた1964年6月、ロンドンにあったフォンタナ・レコードのスタジオでChris Permeinterとミーデンのプロデュ―スによって録音された[注釈 3]。原曲はエディ・ホーランド、ブライアン・ホーランド、ラモント・ドジャーが構成したアメリカのソングライター・チームであるホーランド＝ドジャー＝ホーランドの楽曲で、1963年12月にエディ・ホーランドがシングルで発表した。
- ルビー (カム・バック・ホーム)　Lubie (Come Back Home)
1965年3月11日にロンドンのIBCスタジオで、タルミーのプロデュースにより録音された。ニッキー・ホプキンス（ピアノ）が参加。原曲はポール・リヴィア&ザ・レイダーズが1964年に発表した「ルイ、ゴー・ホーム」である。

##### アメリカでの未発表曲
- バーバラ・アン　Barbara Ann
1966年11月にイギリスで発表されたEP『レディ・ステディ・フー』に収録。ムーンがリード・ヴォーカルを担当[18][注釈 4][19]。原曲はフレッド・ファサート作。1958年にドゥーワップ・グループのリージェンツ（英語版）によって録音され、1961年にBarbara-Annの題で発表されて[20]Billboard Hot 100で13位まで上昇した。ザ・ビーチ・ボーイズのアルバム『ビーチ・ボーイズ・パーティ』（1965年）で取り上げられ、シングル・カットされて[21]欧米で大ヒットした。

##### アメリカでのアルバム未収録曲
- シャウト・アンド・シミ―　Shout and Shimmy
1965年4月12日にロンドンのIBCスタジオでシェル・タルミー（英語版）のプロデュースにより録音され[22]、同年10月29日にイギリス、11月20日にアメリカで発表されたシングル『マイ・ジェネレーション』のB面[23]に収録された[注釈 5]。原曲はジェームス・ブラウンの自作で、1962年6月にシングルで発表されてBillboard Hot 100の61位まで上昇した。
- エニータイム・ユー・ウォント・ミー　Anytime You Want Me
1965年4月12日から14日にかけて、ロンドンのIBCスタジオでタルミーのプロデュースにより行なわれたレコーディング・セッションで録音され[22]、同年6月5日にアメリカで発表されたシングル『エニウェイ・エニハウ・エニホエア』[24][25]のB面に収録された。ホプキンス（ピアノ）とジ・アイヴィー・リーグ（英語版）（コーラス）が参加。原曲はガーネット・ミムズ・アンド・ザ・エンチャンターズ（Garnet Mimms and the Enchanters）[26]を率いたアメリカのシンガーのガーネット・ミムズが、ジェリー・ラゴヴォイと共作して1964年にシングルで発表した[27]。

## 収録曲

### オリジナルLP
| #         | タイトル                                                           | 作詞・作曲                                  | 録音年月日及び場所・プロデュ―サー・オリジナル                                                                                            | 時間  |
| --------- | ------------------------------------------------------------------ | ------------------------------------------- | --- | ----- |
| 1.        | 「シャウト・アンド・シミ― Shout and Shimmy」                       | James Brown                                 | - 1965年3月、IBC スタジオ、ロンドン - シェル・タルミー - シングル『マイ・ジェネレーション』B面（1965年10月29日、1965年11月20日）         | 3:16  |
| 2.        | 「リーヴィング・ヒア Leaving Here」                                | Lamont Dozier, Brian Holland, Eddie Holland | - 1964年6月、フォンタナ・スタジオ、ロンドン - クリス・パーメインテー、ピーター・ミーデン - 本アルバム                                    | 2:49  |
| 3.        | 「エニータイム・ユー・ウォント・ミー Anytime You Want Me」         | Jerry Ragovoy, Garnet Mimms                 | - 1965年4月、IBC スタジオ、パイ・スタジオ、ロンドン - シェル・タルミー - シングル『エニウェイ・エニハウ・エニホエア』B面（1965年6月5日） | 2:35  |
| 4.        | 「ルビー Lubie (Come Back Home)」                                  | Paul Revere, Mark Lindsay                   | - 1965年3月、IBC スタジオ、ロンドン - シェル・タルミー - 本アルバム                                                                      | 3:38  |
| 5.        | 「バーバラ・アン Barbara Ann」                                     | Fred Fassert                                | - 1966年8月、IBCスタジオ、ロンドン - キット・ランバート - EP『レディ・ステディ・フー』(1966年11月11日）                                  | 2:00  |
| 6.        | 「アイム・ア・ボーイ I'm a Boy」(Original version)                 | Pete Townshend                              | - 1966年8月1日、IBC スタジオ、ロンドン - キット・ランバート - シングル『アイム・ア・ボーイ』A面（1966年8月26日、1966年12月）             | 2:36  |
| 7.        | 「マリー・アンヌ Mary Anne with the Shaky Hand」(Original version) | Townshend                                   | - 1967年8月6日‐7日、タレントマスターズ・スタジオ、ニューヨーク - キット・ランバート - シングル『恋のマジック・アイ』B面（1967年9月18日） | 3:16  |
| 合計時間: | 合計時間:                                                          | 合計時間:                                   | 合計時間: | 20:10 |

| #         | タイトル                                       | 作詞・作曲     | 録音年月日及び場所・プロデュ―サー・オリジナル | 時間  |
| --------- | ---------------------------------------------- | -------------- | --- | ----- |
| 1.        | 「ヘヴン・アンド・ヘル Heaven and Hell」       | John Entwistle | - 1970年4月13日、IBCスタジオ、ロンドン - ザ・フー - シングル『サマータイム・ブルース』B面（1970年7月11日、1970年7月11日）                         | 3:33  |
| 2.        | 「ヒア・フォー・モア Here for More」           | Roger Daltrey  | - 1970年2月10日、IBCスタジオ、ロンドン - ザ・フー - シングル『ザ・シーカー』B面（1970年3月20日、1970年4月25日）                                   | 2:25  |
| 3.        | 「ドント・ノウ・マイセルフ Don't Know Myself」 | Townshend      | - 1970年春、タウンゼントのホーム・スタジオ、トゥイッケナム、ミドルセックス - ザ・フー - シングル『無法の世界』B面（1971年6月25日、1971年7月17日） | 4:59  |
| 4.        | 「ワイルド・ボーイ When I was a Boy」          | Entwistle      | - 1971年6月7日、オリンピック・スタジオ、ロンドン - ザ・フー - シングル『レッツ・シー・アクション』B面（1971年10月15日）                           | 3:29  |
| 5.        | 「バーゲン Bargain」(Live)                     | Townshend      | - 1971年12月13日、シビック・オーディトリウム、サンフランシスコ - ザ・フー - 本アルバム                                                            | 6:22  |
| 合計時間: | 合計時間:                                      | 合計時間:      | 合計時間: | 20:48 |

### CD
| #         | タイトル                                                           | 作詞・作曲                                  | 録音年月日及び場所・プロデュ―サー・オリジナル | 時間  |
| --------- | ------------------------------------------------------------------ | ------------------------------------------- | --- | ----- |
| 1.        | 「シャウト・アンド・シミ― Shout and Shimmy」                       | James Brown                                 | - 1965年3月、IBC スタジオ、ロンドン - シェル・タルミー - シングル『マイ・ジェネレーション』B面（1965年10月29日、1965年11月20日）                  | 3:16  |
| 2.        | 「リーヴィング・ヒア Leaving Here」                                | Lamont Dozier, Brian Holland, Eddie Holland | - 1964年6月、フォンタナ・スタジオ、ロンドン - クリス・パーメインテー、ピーター・ミーデン - 本アルバム                                             | 2:49  |
| 3.        | 「エニータイム・ユー・ウォント・ミー Anytime You Want Me」         | Jerry Ragovoy, Garnet Mimms                 | - 1965年4月、IBC スタジオ、パイ・スタジオ、ロンドン - シェル・タルミー - シングル『エニウェイ・エニハウ・エニホエア』B面（1965年6月5日）          | 2:35  |
| 4.        | 「ルビー Lubie (Come Back Home)」                                  | Paul Revere, Mark Lindsay                   | - 1965年3月、IBC スタジオ、ロンドン - シェル・タルミー - 本アルバム                                                                               | 3:38  |
| 5.        | 「バーバラ・アン Barbara Ann」                                     | Fred Fassert                                | - 1966年8月、IBCスタジオ、ロンドン - キット・ランバート - EP『レディ・ステディ・フー』(1966年11月11日）                                           | 2:00  |
| 6.        | 「アイム・ア・ボーイ I'm a Boy」(Original version)                 | Pete Townshend                              | - 1966年8月1日、IBC スタジオ、ロンドン - キット・ランバート - シングル『アイム・ア・ボーイ』A面（1966年8月26日、1966年12月）                      | 2:36  |
| 7.        | 「マリー・アンヌ Mary Anne with the Shaky Hand」(Original version) | Townshend                                   | - 1967年8月6日‐7日、タレントマスターズ・スタジオ、ニューヨーク - キット・ランバート - シングル『恋のマジック・アイ』B面（1967年9月18日）          | 3:16  |
| 8.        | 「ヘヴン・アンド・ヘル Heaven and Hell」                           | John Entwistle                              | - 1970年4月13日、IBCスタジオ、ロンドン - ザ・フー - シングル『サマータイム・ブルース』B面（1970年7月11日、1970年7月11日）                         | 3:33  |
| 9.        | 「ヒア・フォー・モア Here for More」                               | Roger Daltrey                               | - 1970年2月10日、IBCスタジオ、ロンドン - ザ・フー - シングル『ザ・シーカー』B面（1970年3月20日、1970年4月25日）                                   | 2:25  |
| 10.       | 「ドント・ノウ・マイセルフ Don't Know Myself」                     | Townshend                                   | - 1970年春、タウンゼントのホーム・スタジオ、トゥイッケナム、ミドルセックス - ザ・フー - シングル『無法の世界』B面（1971年6月25日、1971年7月17日） | 4:59  |
| 11.       | 「ワイルド・ボーイ When I was a Boy」                              | Entwistle                                   | - 1971年6月7日、オリンピック・スタジオ、ロンドン - ザ・フー - シングル『レッツ・シー・アクション』B面（1971年10月15日）                           | 3:29  |
| 12.       | 「バーゲン Bargain」(Live)                                         | Townshend                                   | - 1971年12月13日、シビック・センター、サンフランシスコ - ザ・フー - 本アルバム                                                                    | 6:22  |
| 合計時間: | 合計時間:                                                          | 合計時間:                                   | 合計時間: | 40:58 |

## 参加ミュージシャン
※番号はCDのトラック・ナンバーを示す。
- ロジャー・ダルトリー　Roger Daltrey – ヴォーカル
- ピート・タウンゼント　Pete Townshend – ギター、キーボード、ヴォーカル
- ジョン・エントウィッスル　John Entwistle – ベース・ギター、金管楽器、ヴォーカル
- キース・ムーン　Keith Moon – ドラムス、ヴォーカル

- ニッキー・ホプキンス　Nicky Hopkins – ピアノ（3, 4）
- The Ivy League – コーラス（3）